# Jack Gifford
John "Jack" F. Gifford (11 tháng 1 năm 1941 – 11 tháng 1 năm 2009) là một kỹ sư và doanh nhân người Mỹ nổi tiếng với tư cách là người sáng lập và cựu Giám đốc điều hành, Chủ tịch và Chủ tịch Hội đồng quản trị của Maxim Integration Products, một công ty bán dẫn tương tự, nằm ở San Jose, California. Ông từng là Giám đốc điều hành của công ty cho đến khi nghỉ hưu vào năm 2007 

## Cuộc đời và sự nghiệp
Gifford sinh năm 1941 và tốt nghiệp trường trung học Banning ở Los Angeles, California. Anh theo học tại Đại học California, Los Angeles (UCLA) với học bổng bóng chày và muốn chơi chuyên nghiệp. Tuy nhiên, Gifford đã kết hôn với người yêu thời trung học của mình ở tuổi mười tám và nhận ra rằng anh không thể chơi bóng chày và hỗ trợ vợ con. Ông tốt nghiệp từ UCLA với bằng BSEE năm 1963. Ông là một Cơ đốc nhân.
Công việc đầu tiên của Gifford sau khi tốt nghiệp đại học là kỹ sư thiết kế tại Chuyên ngành điện tử ở Los Angeles. Ông sớm được tuyển dụng bởi Fairchild Semiconductor, ở tuổi 24. Tại Fairchild, Gifford đã nỗ lực vươn lên từ các cấp quản lý thấp hơn để trở thành Giám đốc Sản phẩm tương tự đầu tiên của công ty. Năm 1968, Gifford đồng sáng lập Advanced Micro Devices và giữ chức Phó chủ tịch tiếp thị và lập kế hoạch của công ty. Gifford rời Advanced Micro Devices để bắt đầu sự nghiệp trồng trọt. Ngay sau đó, anh được thuyết phục tham khảo trên cơ sở bán thời gian tại Intersil trong bộ phận tương tự, trong khi tiếp tục công việc trồng trọt của mình. Cuối cùng, Gifford rời bỏ nghề nông để đảm nhận vị trí toàn thời gian với tư cách là Phó chủ tịch của Bộ phận Analog và sau đó là CEO của Intersil. Tại Intersil, Gifford là công cụ phát triển CMOS năng lượng thấp cho các ứng dụng tương tự, trở thành một trong những thị trường IC analog lớn nhất trên thế giới. Gifford được coi là một trong những "người sáng lập" trong ngành công nghiệp vi mạch tương tự.
Năm 1983, Gifford đồng sáng lập Maxim Integration Products và lãnh đạo công ty với tư cách là CEO và Chủ tịch trong 24 năm tiếp theo. Ông đã phát triển một nền văn hóa kỳ vọng cao với sự nhấn mạnh vào sự đổi mới. Tại Maxim, ông đã nghĩ ra một danh sách mười ba nguyên tắc, được gọi là Nguyên tắc Maxim, để xác định văn hóa của công ty. Đến năm 2007, khi Gifford nghỉ hưu với tư cách là Chủ tịch, Giám đốc điều hành và Chủ tịch của Maxim, Maxim có hơn 10.000 nhân viên và báo cáo doanh thu hơn 2 tỷ đô la. Ủy ban Chứng khoán và Giao dịch đã điều tra công ty về các lựa chọn cổ phiếu hẹn hò từ tháng 6 năm 2006. Vài tháng sau khi Gifford nghỉ hưu, CFO đã từ chức và công ty bị hủy bỏ niêm yết vì đã khôi phục thu nhập từ năm 2000 đến năm 2005.
Gifford duy trì niềm đam mê bóng chày trong suốt cuộc đời mình. Năm 1994, ông thành lập, tài trợ và chơi cho Maxim Yankees, một đội bóng chày dơi gỗ bán chuyên nghiệp. Ông cũng hỗ trợ một số chương trình bóng chày đại học Stanford, California, Đại học Santa Clara, Đại học bang San Jose và UCLA. Tại UCLA, ông đã tài trợ và giám sát việc xây dựng Cơ sở đánh Jack và Rhodine Gifford, 10.500 foot vuông (980 m2) cơ sở tập luyện tại sân vận động Jackie Robinson.
Kết hôn được gần 49 năm, Gifford có ba cô con gái. Gifford qua đời vào sinh nhật lần thứ 68 của mình vì một cơn đau tim, ở Kamuela, Hawaii.

## Danh hiệu và giải thưởng
- 1988 – Được đề cử cho giải thưởng Doanh nhân quốc gia của năm bởi Arthur Young
- 1990 – Được bầu vào Nhà lưu danh bóng chày UCLA
- 1991 – Được đặt tên là cựu sinh viên của năm của trường đại học kỹ thuật UCLA
- 1992 – Diễn giả bắt đầu tại Lễ tốt nghiệp Kỹ thuật UCLA 1992
- 2001 – Được đặt tên là Giám đốc điều hành của năm bởi Tạp chí kinh doanh điện tử
- 2004 – Cầu thủ già nhất từng tham gia Giải vô địch bóng chày quốc gia
- 2005 – Được mệnh danh là Giám đốc điều hành ngành công nghiệp bán dẫn tốt nhất nước Mỹ của Tạp chí đầu tư tổ chức
- 2007 – Diễn giả bắt đầu tại Đại học Hawaii, Hilo
- 2007 – Nhận Bằng Bác sĩ Nhân văn, bằng danh dự, từ Đại học Hawaii, Hilo
- 2008 – Người nhận Giải thưởng Dịch vụ Đặc biệt từ Hạt Santa Clara, Hiệp hội Bóng chày Bếp lò